# ニューアーク・リバティー国際空港

連邦航空局作成の空港配置図

ニューアーク・リバティー国際空港（ニューアーク・リバティーこくさいくうこう、英: Newark Liberty International Airport） (IATA: EWR, ICAO: KEWR, FAA LID: EWR) は、アメリカ合衆国ニュージャージー州ニューアーク市にある国際空港。

## 概要
ニューヨーク/JFK、ニューヨーク/LGAと共に、ニューヨーク市の玄関口の一つである。他の2空港がニューヨーク州にあるのに対して、ニューアーク国際空港はハドソン川を挟んだ対岸のニュージャージー州にあるものの、ニューヨーク市街地中心部に最も近い空港である。ただ空港近辺のホテルは、ニューヨーク州よりもやや安いことが知られている。ニューヨーク都市圏で最初に開業した空港であり、また航空会社が支払う空港使用料が世界で2番目に高い空港である。その位置関係はニューヨーク市域の空港一覧を参照。
アメリカ国内線のみならず国際線も多数乗り入れているが、ジョン・F・ケネディ国際空港に比べて発着枠に若干余裕があるため、比較的混雑は少ない。ただし、ユナイテッド航空がハブ空港として使用しているため、同社便及び同社便に対する乗り継ぎを目的とした便が集中する時間帯は離着陸を待つ飛行機で混雑する。羽田と成田からユナイテッド航空直行便が発着する。
2001年に9/11テロ事件の犠牲者を追悼するかたちで従来の名称に「リバティー」が加えられ、「ニューアーク・リバティー国際空港」となった。日本では従来通り「ニューアーク国際空港」の表記も使われている。
2020年代から人手不足と設備の老朽化によりトラブルが多発している。

## ターミナル
ニューアーク・リバティ国際空港は3つの旅客ターミナルが設けられている。ターミナルAおよびターミナルBは1973年に完成し、最上階が出発、中階が到着、地上階が航空業務に当てられている3層構造からなっている。各ターミナル間はエアトレイン（モノレール）で結ばれている。
それぞれのターミナルには3つの番号が付けられたコンコースが設けられている。例えばターミナルAはコンコースA1、A2、A3に分かれている。ゲート番号はすべてのターミナルを通して連続している。

### ターミナルA
ターミナルAには10から39まで、27のゲートがある。このターミナルには入国管理施設が設置されていないため、カナダからの便を除き他国から到着する便は使用できない（国際線の出発には、このターミナルも利用されている。）。
| 航空会社           | 就航地（2020年5月現在） |
| ------------------ | --- |
| アメリカン航空     | シカゴ/ORD、シャーロット、ダラス、デンバー、フェニックス、マイアミ                                                                                     |
| アラスカ航空       | サンディエゴ、サンノゼ、サンフランシスコ、シアトル、ポートランド、ロサンゼルス/LAX                                                                     |
| ジェットブルー航空 | サントドミンゴ、サンティアゴ・デ・ロス・カバリェロス サンファン オーランド、タンパ、パームビーチ、フォートマイヤーズ、フォートローダーデール、ボストン |
| エア・カナダ       | カルガリー、モントリオール、オタワ、トロント、バンクーバー                                                                                             |

### ターミナルB
ターミナルBには40から68まで、23のゲートがある。出入国管理施設があり、国際線や外国籍航空会社に利用されている。
| 航空会社                               | 就航地（2020年5月現在） |
| -------------------------------------- | --- |
| デルタ航空                             | アトランタ、ボストン、シンシナティ、ソルトレイクシティ、デトロイト、ミネアポリス=セントポール                                                                     |
| フロンティア航空                       | カンクン サンファン サンサルバドル アトランタ、オーランド、サンノゼ、フェニックス、マイアミ、ラスベガス、ローリー                                                 |
| スピリット航空                         | サンファン アトランタ、オースティン、オーランド、シャーロット、ダラス、タンパ、ナッシュビル、ニューオーリンズ、フォートローダーデール、マートルビーチ、ラスベガス |
| アレジアント・エア                     | アシュビル、シンシナティ、ノックスビル、サバンナ、バルパライソ |
| エリート航空                           | ベロ・リーチ |
| サンカントリー航空                     | ミネアポリス=セントポール |
| アイスランド航空                       | レイキャヴィーク |
| アビアンカ・エルサルバドル             | サンサルバドル |
| エア・インディア                       | ムンバイ |
| エアリンガス                           | ダブリン |
| エチオピア航空                         | アディスアベバ ロメ |
| エル・アル航空                         | テルアビブ |
| LOTポーランド航空                      | ワルシャワ |
| エミレーツ航空                         | ドバイ アテネ |
| オーストリア航空                       | ウィーン |
| キャセイパシフィック航空               | 香港 |
| Jet2.com                               | バーミンガム（季節運航） |
| シンガポール航空                       | シンガポール |
| スイス インターナショナル エアラインズ | チューリッヒ |
| スカンジナビア航空                     | ストックホルム コペンハーゲン オスロ |
| ターキッシュ エアラインズ              | イスタンブール |
| ルフトハンザドイツ航空                 | フランクフルト、ミュンヘン |
| 中国国際航空                           | 北京 |
| TAPポルトガル航空                      | リスボン、ポルト |
| ニュージーランド航空                   | オークランド |
| ビバアエロブス                         | カンクン |
| ポーター航空                           | トロント |
| ラ・コンパニー                         | パリ |
| レベル                                 | パリ(オルリー) |

### ターミナルC
ユナイテッド航空専用のターミナルである。出入国管理設備が完成し、国際線にも使用されるようになった。ターミナルCだけではゲートが足りないため、ユナイテッド・エクスプレスの一部の路線はターミナルAを使用しているほか、一部の国際線はターミナルBに到着する。
| 航空会社 | 就航地（2020年5月現在） |
| --- | ----------------------- |
| ユナイテッド航空 |                         |
| アメリカ国内 |                         |
| アトランタ、アンカレッジ（季節運航）、インディアナポリス、オースティン、オーランド、オールバニ、オクラホマシティ（季節運航）、オマハ、カンザスシティ、キーウェスト、グランドラピッズ、クリーブランド、グリーンズボロ、グリーンビル、コロンバス、サクラメント、サバンナ、サラソータ、サンアントニオ、サンタアナ、サンディエゴ、サンフランシスコ、シカゴ、シャーロット、ジャクソン（季節運航）、ジャクソンビル、シラキュース、シンシナティ、セントルイス、ソルトレイクシティ、ダラス、ワシントンD.C.、タンパ、チャールストン（季節運航）、デトロイト、デンバー、ナッシュビル、ニューオリンズ、ノーフォーク、パームスプリングス（2025年12月18日より運航再開予定、季節運航）、バーリントン、バッファロー、バンゴー、ピッツバーグ、ヒューストン、フェイエットビル（季節運航）、フェニックス、フォートローダーデール、プロビデンス、ボーズマン（季節運航）、ボストン、ポートランド、ホノルル、マートルビーチ、マイアミ、マディソン、ミネアポリス=セントポール、ミルウォーキー、メンフィス、ラスベガス、ラピッドシティ（季節運航）、リッチモンド、ルイビル、リッチモンド、ローリー、ロサンゼルス、ロチェスター、ワシントンD.C. |                         |
| アジア |                         |
| デリー、ムンバイ 北京、上海 香港 東京(成田)、東京(羽田) テルアビブ |                         |
| 北アメリカ |                         |
| ケベック、ハリファックス、バンクーバー、トロント、モントリオール カンクン、メキシコ・シティ、プエルト・バヤルタ、サン・ホセ・デル・カボ |                         |
| カリブ海地域 |                         |
| アンティグア島 プエルト・プラタ、プンタ・カナ ハバナ サンホセ、リベリア ベリーズシティ ナッソー バミューダ オラニエスタッド ボネール島（季節運航） キュラソー島（季節運航） セント・マーチン島 アグアディラ、サンファン パナマシティ セントルシア グランドケイマン島 バセテール（季節運航） モンテゴベイサン・ペドロ・スーラ エルサルバドル プロビデンシアレス島 シャーロット・アマリー ポートオブスペイン |                         |
| 南アメリカ |                         |
| サンパウロ リマ ボゴタ |                         |
| ヨーロッパ |                         |
| ロンドン、グラスゴー、マンチェスター、エディンバラ パリ(シャルル・ド・ゴール)、ニース フランクフルト、ベルリン ミラノ、ローマ、ヴェネツィア、ナポリ（季節運航）、パレルモ アムステルダム ジュネーヴ プラハ シャノン リスボン アテネ ブリュッセル マドリード、バルセロナ |                         |
| アフリカ |                         |
| ケープタウン |                         |

## 就航都市

### 国際線
- アジア
  -  東京
  -  香港
  -  北京、上海
  -  デリー、ムンバイ、アーメダバード
  -  テルアビブ
- アフリカ
  -  カイロ
- ヨーロッパ
  -  ロンドン、マンチェスター、ベルファスト、バーミンガム、エジンバラ、グラスゴー
  -  アムステルダム
  -  チューリッヒ、ジュネーヴ
  -  フランクフルト、ミュンヘン、デュッセルドルフ、ベルリン、ハンブルク
  -  ミラノ、ローマ
  -  バルセロナ、マドリッド
  -  パリ
  -  ワルシャワ、ジェシュフ、クラクフ
  -  アテネ
  -  ブリュッセル　
  -  リスボン、ポルト
  -  オスロ　　
  -  コペンハーゲン　
  -  ストックホルム　
  -  ダブリン、シャノン
- 北アメリカ
  -  トロント、モントリオール、カルガリー、バンクーバー、オタワ、ケベック・シティー、モンクトン、セントジョンズ、ハリファックス、モントランブラン
  -  メキシコシティ、カンクン、アカプルコ、プエルトバジャルタ、コスメル、サンホセデルカーボ
  -  ハミルトン
- 中央アメリカ
  -  パナマシティ
  -  ベリーズシティ
  -  サン・ホセ、リベリア
  -  サン・ペドロ・スーラ、ロアテン
  -  グアテマラシティ
  -  サンサルバドル
- カリブ海
  - 　サン・フアン、アガディージャ
  -  サントドミンゴ、プエルト・プラタ、プンタカーナ
  -  オランダ海外領土
    -  オラニエスタッド
    -  ウィレムスタッド　
    -  クラレンダイク

  -  モンテゴ・ベイ
  -  セントジョンズ
  -  ナッソー
  -  グランドケイマン
  -  ポートオブスペイン
  -  セント・トーマス島
- 南アメリカ
  -  サンパウロ
  -  リマ
  -  ボゴタ

## 9/11 テロ
2001年9月11日に発生した9/11テロ事件で、同日午前10時10分頃にピッツバーグ郊外シャンクビルの森に墜落したユナイテッド航空93便は、このニューアーク国際空港を離陸したサンフランシスコ国際空港行きの便だった。

## アクセス

### 鉄道
空港のターミナルからエアトレインで結ばれているニューアーク国際空港駅からはニューヨーク・ペンシルベニア駅へニュージャージー・トランジットの列車が走っている。これを利用すれば、直通列車なら所要時間30分ほどで料金は16ドル80セント（25年4月現在）。席は自由席で、切符は前席背もたれ上辺の切符挟みに挿しておくと、車内改札でそれを取って係員が検札してくれる。料金は若干割高となり、持ち込み手荷物の制限もあるが、アムトラックの北東回廊線を走る長距離運行列車のうちノースイースト・リージョナル等の空港駅に停車する列車も利用可能である。また空港からニューアーク・ペンシルベニア駅（前述のニューヨーク・ペンシルベニア駅とは異なる）までニュージャージー・トランジットバス62番 ($1.80)を利用し、ここからパストレイン (Port Authority Trans-Hudson, PATH) ($3.00)を利用する安価な方法もあるが、乗換えが面倒なうえ、時間も非常にかかることが多い。

### バス
Newark Airport Expressが各ターミナルを経由し、マンハッタンのポート・オーソリティ・バスターミナルを通り終点グランド・セントラル駅（41Street上、Lexington AvenueとPark Avenueの間）まで約40-50分で結ぶが、朝夕ラッシュ時の高速道路混雑時はさらにかかることもある。朝4時過ぎから深夜12時までの運行、日中は20分おき、早朝深夜は30分おきの発車。料金は片道22ドル50セント、往復券38ドル50セント。ウェブサイトから事前購入できるが車内でクレジットカード決済も可。ほかに、マンハッタンへは、主要ホテルなどへ向かう相乗りのシャトルバンもあるがほかの乗客の停車場所によりかなり大回りになることもある。

### タクシー
ニューアーク国際空港はハドソン川を挟んだニュージャージー州側に立地するにもかかわらず、距離的にはケネディ国際空港よりもマンハッタンからは近く、また渋滞も比較的少ない。ニューヨーク市内からニューヨーク市のイエローキャブを利用してニューアーク国際空港に行く場合には、営業許可の関係上イエローキャブは帰路に客をとることができないため、その償還分として「15ドル+高速とトンネルの料金」を割増し請求される。またニューアーク国際空港からニューアーク市またはエリザベス市のタクシーを利用してニューヨーク市内へ向かう場合には、行き先に応じて75ドルの均一料金が請求される。

## ニューヨーク市とその3つの主要空港の位置関係
ニューヨーク周辺には、1.ニューヨーク/JFKや2.ニューヨーク/LGAなどの空港がある。

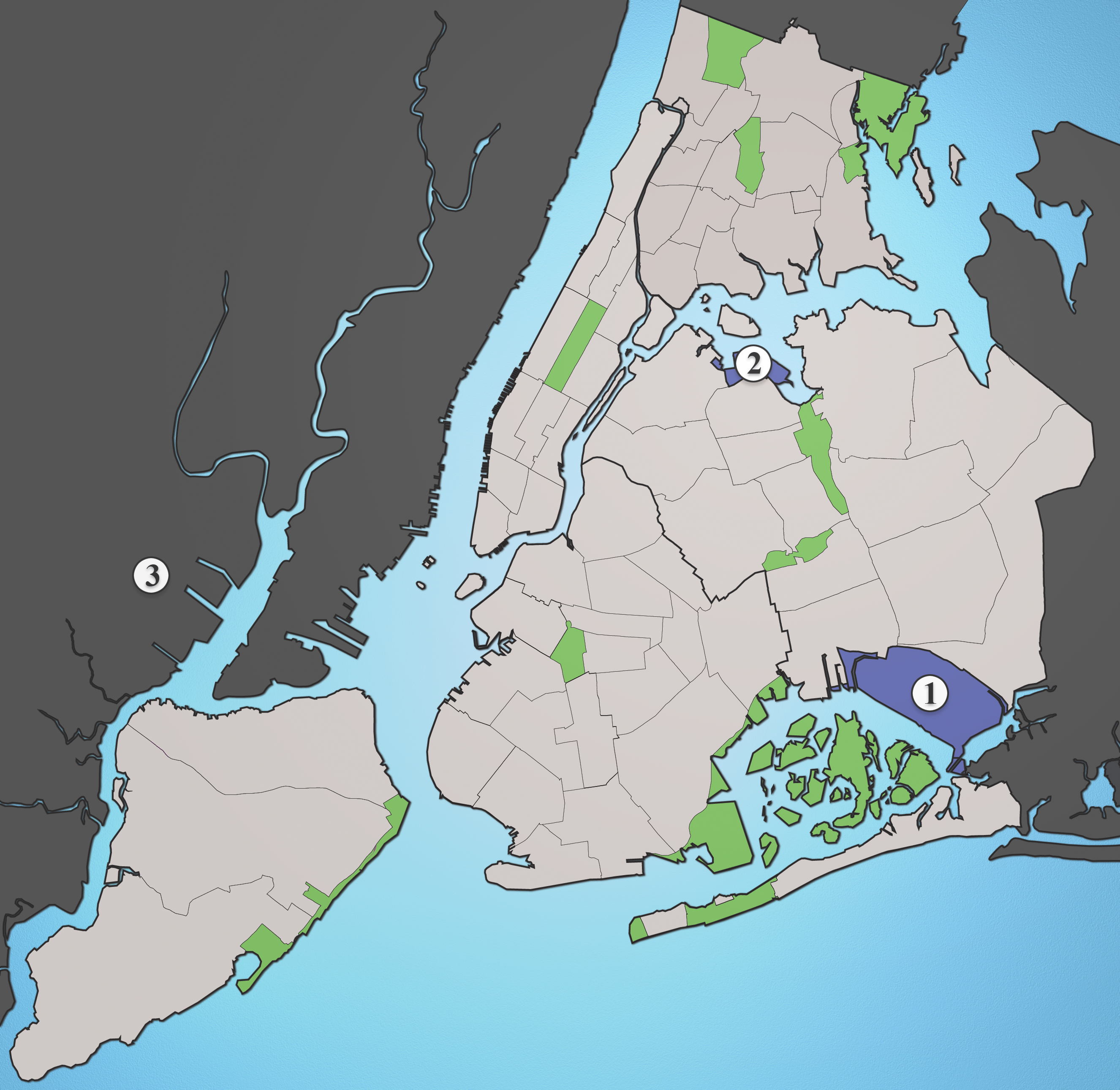
ニューヨーク市とその3つの主要空港の位置:
1. JFK、2. LGA、3. EWR